# Karl Bubenzer
Karl Ernst Bubenzer (* 20. Januar 1900 in Moers; † 12. November 1975 in Rheinberg) war ein deutscher Politiker (NSDAP) und stellvertretender Reichstierärzteführer.

## Leben
Karl Bubenzer wurde als Sohn eines Lehrers geboren, legte am Gymnasium in Moers sein Abitur ab und kämpfte anschließend im Ersten Weltkrieg als Teil eines Garde-Schützen-Bataillons in Berlin-Lichterfelde. Anschließend studierte er Veterinärmedizin an der Ludwigs-Universität Gießen. Während seines Studiums wurde er 1919 Mitglied der Burschenschaft Germania Gießen. Im Mai/Juni 1921 schloss er sich dem Freikorps Semmelmann (Oberschlesien) und im Sommer 1923 der Studentenkompanie Gießen an. Nach seinem Staatsexamen 1923 wurde er 1924 zum Dr. med. vet. promoviert. 1925 bis 1937 war er praktischer Tierarzt in Moers tätig.
Zum 1. Oktober 1930 trat er der NSDAP bei (Mitgliedsnummer 350.530), ein Jahr später der SA, wo er bis zum Standartenführer ehrenhalber aufstieg. 1931 bis 1934 war er Ortsgruppenleiter der NSDAP-Ortsgruppe Repelen und stellvertretender NSDAP-Kreisleiter in Moers. 1932 war er als Gauredner der NSDAP tätig. Von 1932 bis 1936 gehörte er der Bewegung Deutsche Christen an. 1933 wurde er Mitglied des Kreistages in Moers. Ab 1933 leitete er die Tierärztekammer im Rheinland und wurde 1937 zum stellvertretenden Reichstierärzteführer ernannt. Er wurde Mitglied des Preußischen Tierärztekammerausschusses. Am 26. Januar 1934 erfolgte seine Ernennung zum NSDAP-Kreisleiter in Moers. 1938 wurde er in den hauptamtlichen Parteidienst übernommen. 1939 wurde er Veterinärrat.
Bubenzer trat am 25. April 1939 im Nachrückverfahren für den verstorbenen Abgeordneten Heinrich Unger als Abgeordneter in den nationalsozialistischen Reichstag ein, in dem er bis zum Ende der NS-Herrschaft im Frühjahr 1945 den Wahlkreis 23 (Düsseldorf West) vertrat. Nach Ausbruch des Zweiten Weltkrieges leistete er von 1939 bis 1942 Militärdienst, so war er 1942 im Kriegsdienst als Kompanieführer einer Veterinärkompanie in Frankreich und Russland, zuletzt als Oberstabsveterinär der Reserve. Von Oktober 1940 bis Juni 1941 war Bubenzer in Norwegen als Berater des Leiters des Gaus Groß-Oslo der Nasjonal Samling tätig. 1941 wurde er zum SA-Standartenführer ernannt. Vom Juli 1942 bis 1945 war er als Nachfolger von Ernst Bollmann Landrat des Kreises Moers. Von 1942 bis 1944 leitete er die Reichstierärztekammer. Er wurde Bereichsleiter der NSDAP. Im März/April 1945 war er als Divisionsveterinär bei der 4. Flak-Division eingesetzt.
Nach dem Krieg kam er 1945 in Kriegsgefangenschaft und wurde in verschiedenen Lagern interniert, zuerst im Lager Attichy, im Juni 1946 im Lager Zuffenhausen und später im Lager Dachau und Recklinghausen, aus welchem er 1948 mit der provisorischen Einstufung in die Kategorie III („Minderbelastete / Bewährungsgruppe“) entlassen wurde. Im Spruchgericht in Recklinghausen wurde er einige Monate später wegen Zugehörigkeit zur Gruppe der politischen Leiter der NSDAP zu einem Jahr und 10 Monaten Gefängnis verurteilt. Die Strafe galt durch die Internierungshaft als verbüßt. Im Entnazifizierungsverfahren damit als Mitläufer eingestuft, durfte er weiterhin als Tierarzt wirken und arbeitete als solcher in Moers/Utfort. 1950 wurde er erneut in die Kategorie III eingestuft, konnte in Folge weiter als Tierarzt und Fleischbeschauer arbeiten. 1952 wurde er neben seiner bestehenden Mitgliedschaft in der Gießener Burschenschaft Germania auch Mitglied der Burschenschaft Saravia Mainz. 1965 ging er in den Ruhestand.

## Veröffentlichungen
- Zur Histogenese der Akarusräude. Dissertation Universität Gießen 1924.